# すいとーと!
『すいとーと！』は、沖野ユイによる日本の漫画作品。『少年ジャンプ+』（集英社）にて、2019年9月29日から2020年10月25日まで連載。本作は福岡県福岡市を舞台に、東京から福岡県の大学に進学した大学2年生の百瀬ももと、福岡県在住で大学に進学した大学1年生の清水ゆずとの、実在する料理店を食べ歩きする話で、話の中に百合要素を取り入れている。作者の沖野にとって、初の連載作品である。タイトルの由来は博多弁の「好(す)いとうと(好き)」と「（お腹が）空いとうと（空いている）」から。

## あらすじ
ガッツリ系な料理を好む自身の趣味から友人から否定的に見られた過去を持つ百瀬ももは、そんな過去から断ち切りたいと福岡県の大学に進学する。それから1年、才色兼備な淑女を装って大学の人気者になったももだったが、食欲には抗えずに濃味系のラーメン屋に訪れた所を同大学の後輩である清水ゆずに見られてしまう。意外な一面を見て、そして彼女に憧れを抱いていた彼女は、自身の食べ歩きの趣味を兼ねて、ももを福岡県内の料理店に一緒に誘うようになり、かくして2人の食べ歩きがはじまるのであった。

## 登場人物

### 主要人物
百瀬 もも（ももせ もも）
主人公。福岡の大学に通う大学2年生。心理学科専行。東京都出身。元々濃味系の料理が好きだったが、その容姿の良さとイメージがかけ離れていたため友人から否定的に見られた事があり、以後は淑女然とした行動をとっていたが、誰も知らない所で生活したいと福岡の大学に進学した経緯を持つ。福岡に進学しても周囲の目を気にして淑女的に行動していたが、ある時にゆずと出逢い、彼女に誘われるまま福岡県各地の料理店に食べ歩きする事になる。
両親が不動産会社を経営しており、部屋代や生活費は両親持ちというお嬢様。料理は基本的に得意ではなく大抵はインスタントかレトルト食品で済ませているが、クッキーなどのお菓子だけは美味く作ることができる。
その整った容姿と淑女然な言動から、本人のあずかり知らない所で100名以上のファンクラブが結成されており、その事を知ったもも本人も唖然とした。
清水 ゆず（しみず ゆず）
ももと同じ大学に通う大学1年生で経済学科専行。福岡県出身で福岡中の料理店を食べ歩くほどに料理店に詳しく、その詳しさからもも達から「ゆずペディア」と呼ばれている。今まで1人で食べ歩きをしていたが満足感が得られず、そんな時に濃味系の店で一心不乱に食べているももを見て、一緒に食べ歩きをしたら楽しいだろうなと声をかけたのがきっかけで、以後はももと共に食べ歩きをすることとなる。
ももに対して恋慕を抱いており、時には手を繋いだり不意打ちキスをしたりとアプローチをかける事がある。
普段はももに気を使って標準語で話しているが、博多弁で話すとイントネーションの良い綺麗な発音。また普段はお洒落に気を使っていないが、ちょっと整えただけで美人になり、もも曰く「ダイヤの原石」。
福岡市の実家に住んでおり、りょうたという弟がいる。母親は餃子を作るのか好きで、毎回200個は餃子を作る。

### その他
春川 さくら（はるかわ さくら）
もも達と同じ大学に通う大学1年生で商学科専行。髪の毛をピンクに染めている。福岡県出身で、普段は標準語で話すが、ゆずなど同い年の友人と話す時には博多弁が出る。もものファンでファンクラブにも所属している。それまで淑女として振る舞っていたももに憧れており、彼女の食癖を知ってから一度は幻滅しかけるも、ゆずに独りよがりな憧れだと指摘されたことと、ももが生き生きとして食べる姿を見て惚れ直しており、以後は時々3人で食べ歩きをする仲となる。因みにゆずの気持ちに対しては「友達の恋は応援したい」と、全力で支援している。
海鮮が大好物で、糸島の牡蠣小屋にももたちを誘った際や、シーフード焼きカレーを食した際などはテンションが上がっていた。
もものことは当初「百瀬先輩」と呼んでいたが、彼女から名前で呼ばれるようになるのと同時に「ももちゃん先輩」と呼ぶようになる。
もみじに対しては、当初は初対面から距離感が近いことなどを理由に苦手にしていたが、一緒に映画を見るなどする内に打ち解けていった。酒に弱い彼女が飲もうとすると事前にノンアルコール飲料を注文しておくなど、何だかんだで彼女の扱いも一番うまい。因みに銀行口座は西銀の模様。
千秋 もみじ（ちあき もみじ）
もも達と同じ大学に通う大学3年生で心理学科専行。ゆずがバイトを始めたのがきっかけで知り合いになり、以後は時々食べ歩きをする仲になる。容姿が整っており、本作より1年前は大学ミスコンテストでももと競っていたほど。酒好きだが一杯呑むだけで寝てしまうほどに酒にものすごく弱い。人の本音を肴にするのが好き（ただし口は堅い）で、また生粋の聞き上手でもある。
さくらに対しては、自分を苦手としながらも真っ直ぐ正直に接してくる姿勢に対して当初から好意を抱いており、最終的に就職の内々定のお祝いを渡されたり、「あきちゃん先輩」と呼ばれるほど親しくなる。
普段は飄々とした態度だが、カラオケは人前で歌うのが恥ずかしいという理由で苦手らしく、さくらから誘われた際は目に見えて動揺していた。
大山 みか&杉野 さゆり（おおやま みか&すぎの さゆり）
ももと同じ心理学科を専行する友人。2人とも彼氏がいる。
作中後半で、ももから秘密を打ち明けられるが、それも含めて彼女のことを受け入れている（むしろ理由があったとはいえ、それまで秘密にされていたことに対して若干だが憤っていた）。
ももの両親
父親は不動産会社の社長で、ももを溺愛しており、ももの住んでいるマンションをはじめ生活費も面倒を見るほど子煩悩。対して母親はももに厳しく、会社を継がせるために東京の大学に進学させるつもりだったが、夫と娘に出し抜かれて福岡の大学に通っていた事を知らなかった。極度の方向音痴であり、地元の東京駅すら1人で出られた事が無いほど。また、娘と同じく料理をするのも苦手（ももいわく「仕事にスキル全振りみたいな人」）。ももを東京に連れ戻すために福岡に訪れたが、ももが自立して生き生きしている姿を見て、大学卒業までは福岡に居ても良いと考えを改めた。
望田 じゅん（もちだ じゅん）
さくらの友人。作中初期はさくらとよく一緒に登場していたが、彼女がももたちと行動を共にするようになってからは出番が激減する。
さくらと仲良くなったきっかけは小さなライブハウス。好物はカツオのたたきであるため、海鮮好きのさくらとは取り合いになる、とのこと。

## 書誌情報
- 沖野ユイ『すいとーと！』集英社〈ジャンプコミックスPLUS〉、全3巻
  1. 2020年2月9日初版発行（2月4日発売[1][19]）、ISBN 978-4-08-882186-3
  2. 2020年9月9日初版発行（9月4日発売[20]）、ISBN 978-4-08-882387-4
  3. 2021年1月9日初版発行（1月4日発売[21]）、ISBN 978-4-08-882546-5